# Marpissa pikei
Marpissa pikei är en spindelart som först beskrevs av George William Peckham och Elizabeth Maria Gifford Peckham 1888.  Marpissa pikei ingår i släktet Marpissa och familjen hoppspindlar. Inga underarter finns listade i Catalogue of Life.